# 응창
응창(應瑒, ? ~ 217년)은 후한 말기의 관리이다. 자는 덕련(德璉). 여남군 남돈(南頓, 지금의 허난성 샹청 시) 출신. 건안칠자 중 한 사람.
응창은 사공연(司空掾) 응순(사례교위 응봉의 아들)의 아들로 태어났다.

## 친족
- 응소 - 아버지 응순의 형으로 태산태수를 지냈다.
- 응거 - 응창의 동생